# Germaine Lindsay
Germaine Maurice Lindsay, auch bekannt als Abdullah Shaheed Jamal (* 23. September 1985 in Jamaika; † 7. Juli 2005 in London), war einer der vier Männer, die an den Bombenattentaten vom 7. Juli 2005 in London beteiligt waren, bei denen über 700 Menschen verletzt und einschließlich der Täter mindestens 56 getötet wurden. Er hat eine Bombe gezündet, die in einem Zug, der zwischen den U-Bahnhöfen King’s Cross St. Pancras und Russel Square unterwegs war und hat damit 25 Menschen getötet. 
Nach seiner Konversion zum Islam nannte er sich Abdullah Shaheed Jamal.

## Leben
Lindsay wurde in Jamaika geboren und konvertierte im Alter von 15 Jahren zum Islam. Der Teppichleger lebte in Huddersfield, bevor er nach Aylesbury in Buckinghamshire zog. Er lebte mit seiner Frau Samantha Lewthwaite, einer in Aylesbury geborenen Islamkonvertitin, und einem gemeinsamen Sohn zusammen. Sie erwartete ihr zweites Kind.
Seine Freunde sagten über ihn, dass er nach seiner Konversion seine alten Gewohnheiten und Freunde abgestreift und nur noch für den Islam gelebt habe. Seine 22-jährige Frau, die sich nach der Konversion Sherafiyah nannte, bestritt Lindsays Involvierung in die Anschläge, bis die Behörden forensische Beweise für seine Anwesenheit erbrachten.

## Die Anschläge
Polizeiliche Quellen sind sich sicher, dass Germaine Lindsay zusammen mit Mohammad Sidique Khan, Shehzad Tanweer und Hasib Hussain für die Bombenanschläge auf drei U-Bahnen und einen Bus verantwortlich ist.
Eine Untersuchung von Scotland Yard förderte keinen Sprengstoff in Lindsays Wohnung zutage, er habe aber einen der Wagen gemietet, die am Bahnhof Luton zurückgelassen wurden, bevor die Bomber auf den Zug umgestiegen sind.